# Moschiano
Moschiano é uma comuna italiana da região da Campania, província de Avellino, com cerca de 1.658 habitantes. Estende-se por uma área de 13 km², tendo uma densidade populacional de 128 hab/km². Faz fronteira com Forino, Lauro, Monteforte Irpino, Quindici, Taurano.

## Demografia
| Variação demográfica do município entre 1861 e 2011                               |
|                                                                                   |
| Fonte: Istituto Nazionale di Statistica (ISTAT) - Elaboração gráfica da Wikipedia |